# Volley Pesaro 2015-2016
Questa voce raccoglie le informazioni riguardanti il Volley Pesaro nelle competizioni ufficiali della stagione 2015-2016.

## Stagione
La stagione 2015-16 è per il Volley Pesaro, sponsorizzato dal MyCicero, la prima in Serie A2: la squadra infatti conquista l'accesso alla serie cadetta grazie alla vittoria dei play-off promozione della Serie B1 2014-15. Viene confermato l'allenatore, Matteo Bertini, e alcune giocatrici autrici della promozione come Elisa Mezzasoma, Isabella Di Iulio, Diletta Sestini, Sara Zannini, Martina Bordignon e Francesca Babbi, ceduta poi a campionato in corso. Tra i nuovi acquisti quelli di Federica Mastrodicasa, Rita Liliom e Alessia Arciprete, mentre tra le cessioni quelle di Sofia Spadoni, Ilaria Battistoni e Valentina Bellucci.
Il campionato si apre con la vittoria in casa della Trentino Rosa, seguita dalla sconfitta tra le mura amiche contro il Volley Soverato, a cui segue un altro stop, inflitto dal Chieri '76 Volleyball: in tutto il resto del girone di andata la squadra marchigiana ha una serie di risultati altalenanti che la portano a chiudere al quinto posto in classifica e a conquistare la qualificazione alla Coppa Italia di categoria. Il girone di ritorno si apre con due gare perse di fila: da questo punto in poi il club di Pesaro vincerà tutte le gare disputate, undici consecutive, chiudendo la regular season al quarto posto. Nei quarti di finale dei play off promozione ha la meglio sul VolAlto Caserta, superato in due gare, mentre in semifinale, contro la Pro Victoria, perde gara 1, vince gara 2, ma viene poi nuovamente sconfitta in gara 3 e quindi eliminata dalla competizione.
Grazie al quinto posto in classifica al termine del girone di andata della Serie A1 2015-16, il Volley Pesaro partecipa alla Coppa Italia di Serie A2: nei quarti di finale vince la sfida contro la Pallavolo Hermaea, accedendo così alle semifinali dove però viene sconfitta sia nella gara di andata che in quella di ritorno dal Volley 2002 Forlì e quindi eliminata.

## Organigramma societario
Area direttiva
- Presidente: Barbara Rossi, Giancarlo Sorbini
- Segreteria: Enrica Saltarelli

Area organizzativa
- Direttore sportivo: Paolo Mencarini:

Area tecnica
- Allenatore: Matteo Bertini
- Allenatore in seconda: Luigi Portavia
- Scout man: Luca Nico
- Responsabile settore giovanile: Stefano Gambelli
- Responsabile minivolley: Elisa Ena

Area sanitaria
- Preparatore atletico: Michele Patoia
- Fisioterapista: Claudio Di Lorenzi, Gabriele Palucci

## Rosa
| N° | Nome                  | Ruolo | Data di nascita  | Nazionalità sportiva |
| -- | --------------------- | ----- | ---------------- | -------------------- |
| 1  | Federica Mastrodicasa | C     | 5 febbraio 1988  | Italia               |
| 2  | Martina Bordignon     | S     | 26 novembre 1994 | Italia               |
| 3  | Sara Zannini          | L     | 4 febbraio 1991  | Italia               |
| 4  | Diletta Sestini       | C     | 3 maggio 1987    | Italia               |
| 5  | Alessia Ghilardi      | L     | 5 maggio 1979    | Italia               |
| 7  | Isabella Di Iulio     | P     | 26 novembre 1991 | Italia               |
| 8  | Joelle M'Bra          | S     | 8 marzo 1996     | Italia               |
| 9  | Giulia Gennari        | P     | 23 giugno 1996   | Italia               |
| 12 | Alessia Arciprete     | S     | 6 settembre 1997 | Italia               |
| 13 | Elisa Mezzasoma       | S     | 21 gennaio 1990  | Italia               |
| 15 | Rita Liliom           | S/O   | 23 maggio 1986   | Ungheria             |
| 16 | Claudia Di Marino     | C     | 21 maggio 1991   | Italia               |
| 17 | Francesca Babbi       | S     | 17 agosto 1985   | Italia               |

## Mercato
| Acquisti | Acquisti              | Acquisti     | Acquisti   |
| R.       | Nome                  | da           | Modalità   |
| -------- | --------------------- | ------------ | ---------- |
| S        | Alessia Arciprete     | Volleyrò     | definitivo |
| C        | Claudia Di Marino     | Pagliare     | definitivo |
| L        | Alessia Ghilardi      | inattiva     | definitivo |
| P        | Giulia Gennari        | Marsala      | definitivo |
| S        | Joelle M'Bra          | Beng Rovigo  | definitivo |
| C        | Federica Mastrodicasa | San Casciano | definitivo |
| S/O      | Rita Liliom           | San Casciano | definitivo |

| Cessioni | Cessioni           | Cessioni         | Cessioni   |
| R.       | Nome               | a                | Modalità   |
| -------- | ------------------ | ---------------- | ---------- |
| S        | Francesca Babbi    | ?                | definitivo |
| S        | Valentina Bellucci | ?                | definitivo |
| L        | Marika Battistelli | ?                | definitivo |
| P        | Ilaria Battistoni  | Adolfo Consolini | definitivo |
| S        | Gaia Concetti      | Gabicce          | definitivo |
| C        | Valentina Salvia   | Montesport       | definitivo |
| C        | Sofia Spadoni      | Adolfo Consolini | definitivo |

## Risultati

### Serie A2

#### Girone di andata
| 1ª giornata - 18 ottobre 2015 PalaSanbapolis, Trento           | Trentino Rosa | 1 - 3 | Pesaro          | 19-25, 25-20, 27-29, 26-28        |
| 2ª giornata - 25 ottobre 2015 PalaCampanara, Pesaro            | Pesaro        | 0 - 3 | Soverato        | 25-27, 18-25, 20-25               |
| 3ª giornata - 1º novembre 2015 PalaMaddalene, Chieri           | Chieri '76    | 3 - 1 | Pesaro          | 22-25, 25-20, 25-23, 25-23        |
| 4ª giornata - 8 novembre 2015 PalaCampanara, Pesaro            | Pesaro        | 3 - 0 | Lilliput        | 25-17, 25-22, 27-25               |
| 5ª giornata - 15 novembre 2015 Palazzetto dello Sport, Monza   | Pro Victoria  | 3 - 1 | Pesaro          | 25-15, 26-24, 21-25, 25-21        |
| 6ª giornata - 18 novembre 2015 PalaCampanara, Pesaro           | Pesaro        | 3 - 1 | VolAlto Caserta | 25-22, 23-25, 25-22, 25-12        |
| 7ª giornata - 22 novembre 2015 PalaCampanara, Pesaro           | Pesaro        | 3 - 2 | Libertas Aversa | 25-15, 20-25, 25-22, 22-25, 15-12 |
| 8ª giornata - 29 novembre 2015 Geopalace, Olbia                | Hermaea       | 3 - 1 | Pesaro          | 25-16, 25-23, 16-25, 26-24        |
| 9ª giornata - 6 dicembre 2015 PalaCampanara, Pesaro            | Pesaro        | 3 - 0 | Golem           | 25-15, 25-11, 25-17               |
| 10ª giornata - 13 dicembre 2015 Palazzetto dello Sport, Rovigo | Beng Rovigo   | 2 - 3 | Pesaro          | 21-25, 16-25, 25-23, 25-18, 17-19 |
| 11ª giornata - 18 dicembre 2015 PalaCampanara, Pesaro          | Pesaro        | 2 - 3 | Filottrano      | 25-16, 16-25, 26-24, 23-25, 12-15 |
| 12ª giornata - 22 dicembre 2015 PalaRomiti, Forlì              | Forlì         | 3 - 0 | Pesaro          | 25-21, 25-14, 25-22               |
| 13ª giornata - 17 gennaio 2016 PalaCampanara, Pesaro           | Pesaro        | 3 - 0 | Cisterna        | 25-20, 25-19, 25-10               |

#### Girone di ritorno
| 14ª giornata - 24 gennaio 2016 PalaCampanara, Pesaro                     | Pesaro          | 2 - 3 | Trentino Rosa | 20-25, 25-20, 22-25, 25-16, 15-17 |
| 15ª giornata - 31 gennaio 2016 PalaScoppa, Soverato                      | Soverato        | 3 - 0 | Pesaro        | 25-21, 25-21, 29-27               |
| 16ª giornata - 7 febbraio 2016 PalaCampanara, Pesaro                     | Pesaro          | 3 - 0 | Chieri '76    | 25-12, 25-20, 25-16               |
| 17ª giornata - 14 febbraio 2016 Palazzetto dello Sport, Settimo Torinese | Lilliput        | 0 - 3 | Pesaro        | 17-25, 16-25, 21-25               |
| 18ª giornata - 21 febbraio 2016 PalaCampanara, Pesaro                    | Pesaro          | 3 - 1 | Pro Victoria  | 25-19, 23-25, 25-23, 25-22        |
| 19ª giornata - 24 febbraio 2016 Palazzetto dello Sport, Caserta          | VolAlto Caserta | 2 - 3 | Pesaro        | 25-16, 19-25, 26-28, 25-19, 4-15  |
| 20ª giornata - 28 febbraio 2016 PalaJaccazzi, Aversa                     | Libertas Aversa | 0 - 3 | Pesaro        | 21-25, 14-25, 23-25               |
| 21ª giornata - 6 marzo 2016 PalaCampanara, Pesaro                        | Pesaro          | 3 - 0 | Hermaea       | 25-17, 25-19, 25-9                |
| 22ª giornata - 13 marzo 2016 PalaSurace, Palmi                           | Golem           | 2 - 3 | Pesaro        | 25-22, 16-25, 25-21, 17-25, 8-15  |
| 23ª giornata - 26 marzo 2016 PalaCampanara, Pesaro                       | Pesaro          | 3 - 0 | Beng Rovigo   | 25-16, 25-14, 25-14               |
| 24ª giornata - 3 aprile 2016 PalaBaldinelli, Osimo                       | Filottrano      | 2 - 3 | Pesaro        | 25-21, 21-25, 12-25, 25-22, 8-15  |
| 25ª giornata - 6 aprile 2016 PalaCampanara, Pesaro                       | Pesaro          | 3 - 2 | Forlì         | 24-26, 25-20, 25-20, 10-25, 17-15 |
| 26ª giornata - 10 aprile 2016 PalaRamadù, Cisterna di Latina             | Cisterna        | 0 - 3 | Pesaro        | 23-25, 17-25, 19-25               |

#### Play-off promozione
| Quarti di finale (andata) - 13 aprile 2016 Palazzetto dello Sport, Caserta | VolAlto Caserta | 0 - 3 | Pesaro          | 21-25, 23-25, 13-25               |
| Quarti di finale (ritorno) - 17 aprile 2016 PalaCampanara, Pesaro          | Pesaro          | 3 - 2 | VolAlto Caserta | 25-20, 23-25, 22-25, 25-18, 15-12 |
| Semifinali (gara 1) - 20 aprile 2016 Palazzetto dello Sport, Monza         | Pro Victoria    | 3 - 1 | Pesaro          | 22-25, 25-10, 25-17, 25-18        |
| Semifinali (gara 2) - 24 aprile 2016 PalaCampanara, Pesaro                 | Pesaro          | 3 - 0 | Pro Victoria    | 25-23, 25-18, 25-22               |
| Semifinali (gara 3) - 27 aprile 2016 Palazzetto dello Sport, Monza         | Pro Victoria    | 3 - 0 | Pesaro          | 25-21, 25-20, 25-20               |

### Coppa Italia di Serie A2

#### Fase a eliminazione diretta
| Quarti di finale - 27 gennaio 2016 Geopalace, Olbia         | Hermaea | 1 - 3 | Pesaro | 25-19, 19-25, 18-25, 19-25 |
| Semifinali (andata) - 3 febbraio 2016 PalaCampanara, Pesaro | Pesaro  | 0 - 3 | Forlì  | 17-25, 21-25, 21-25        |
| Semifinali (ritorno) - 10 febbraio 2016 PalaRomiti, Forlì   | Forlì   | 3 - 1 | Pesaro | 25-20, 16-25, 25-21, 25-13 |

## Statistiche

### Statistiche di squadra
| Competizione             | Punti | In casa | In casa | In casa | In trasferta | In trasferta | In trasferta | Totale | Totale | Totale |
| Competizione             | Punti | G       | V       | P       | G            | V            | P            | G      | V      | P      |
| ------------------------ | ----- | ------- | ------- | ------- | ------------ | ------------ | ------------ | ------ | ------ | ------ |
| Serie A2                 | 50    | 15      | 12      | 3       | 16           | 9            | 7            | 31     | 21     | 10     |
| Coppa Italia di Serie A2 | -     | 1       | 0       | 1       | 2            | 1            | 1            | 3      | 1      | 2      |
| Totale                   | -     | 16      | 12      | 4       | 18           | 10           | 8            | 34     | 22     | 12     |

G = partite giocate; V = partite vinte; P = partite perse

### Statistiche dei giocatori
| Giocatore       | Serie A2 | Serie A2 | Serie A2 | Serie A2 | Serie A2 | Coppa Italia di Serie A2 | Coppa Italia di Serie A2 | Coppa Italia di Serie A2 | Coppa Italia di Serie A2 | Coppa Italia di Serie A2 | Totale | Totale | Totale | Totale | Totale |
| Giocatore       | P        | PT       | AV       | MV       | BV       | P                        | PT                       | AV                       | MV                       | BV                       | P      | PT     | AV     | MV     | BV     |
| --------------- | -------- | -------- | -------- | -------- | -------- | ------------------------ | ------------------------ | ------------------------ | ------------------------ | ------------------------ | ------ | ------ | ------ | ------ | ------ |
| A. Arciprete    | 25       | 225      | ?        | ?        | ?        | 3                        | 26                       | 24                       | 1                        | 1                        | 28     | 251    | ?      | ?      | ?      |
| F. Babbi        | 15       | 173      | ?        | ?        | ?        | 1                        | 10                       | 10                       | 0                        | 0                        | 16     | 183    | ?      | ?      | ?      |
| M. Bordignon    | 17       | 69       | ?        | ?        | ?        | 2                        | 10                       | 8                        | 2                        | 0                        | 19     | 76     | ?      | ?      | ?      |
| I. Di Iulio     | 31       | 66       | ?        | ?        | ?        | 3                        | 3                        | 1                        | 2                        | 0                        | 34     | 69     | ?      | ?      | ?      |
| C. Di Marino    | 10       | 26       | ?        | ?        | ?        | 3                        | 17                       | 10                       | 4                        | 3                        | 13     | 43     | ?      | ?      | ?      |
| G. Gennari      | 14       | 8        | ?        | ?        | ?        | 1                        | 0                        | 0                        | 0                        | 0                        | 15     | 8      | ?      | ?      | ?      |
| A. Ghilardi     | 19       | -        | -        | -        | -        | 3                        | -                        | -                        | -                        | -                        | 22     | -      | -      | -      | -      |
| R. Liliom       | 29       | 403      | ?        | ?        | ?        | 2                        | 18                       | 15                       | 1                        | 2                        | 31     | 421    | ?      | ?      | ?      |
| J. M'Bra        | 16       | 58       | ?        | ?        | ?        | 2                        | 17                       | 15                       | 0                        | 2                        | 18     | 75     | ?      | ?      | ?      |
| F. Mastrodicasa | 31       | 325      | ?        | ?        | ?        | 3                        | 31                       | 26                       | 4                        | 1                        | 34     | 356    | ?      | ?      | ?      |
| E. Mezzasoma    | 31       | 393      | ?        | ?        | ?        | 2                        | 28                       | 23                       | 2                        | 3                        | 33     | 421    | ?      | ?      | ?      |
| D. Sestini      | 29       | 181      | ?        | ?        | ?        | 0                        | 0                        | 0                        | 0                        | 0                        | 29     | 181    | ?      | ?      | ?      |
| S. Zannini      | 29       | -        | -        | -        | -        | 3                        | -                        | -                        | -                        | -                        | 32     | -      | -      | -      | -      |

P = presenze; PT = punti totali; AV = attacchi vincenti; MV = muri vincenti; BV = battute vincenti